# Есквилин
Есквилин (lat. Esquiliae, касније mons Esquilinus или collis Esquilinus) је један од седам брежуљака на којима је изграђен антички Рим, а налази се у источном дијелу града. Премда се назива брежуљком, то је заправо један плато са којега се уздижу три узвишења, названа Опијско (Oppius), Циспијско (Cispius) и Фрагуталско (Fagutal).
Према Варону (De lin. Lat. V, 49–50), по овом брежуљку назван је један од четири региона Рима на које се град дијелио у доба Римске републике. Остала три региона су били Suburbana, Collina и Palatina.
Према једном становишту, Есквилин је своје име добио по томе што се у давна времена тај предио сматрао неком врстом предграђа, а његови су становници називани exquilini, за разлику од становника густо насељених Капитолија, Палатина и сјеверним обода Целија, који су називани inquilini.
Још у жељезно доба, а и много касније, на Есквилину су се налазила гробља, а посебно су често ту сахрањивани сиромашни људи (Хорације, Сатире, I, 8, 8–13). Есквилин се налазио у оквиру зидина подигнутих у доба републике и названих „Сервијев зид“, а у доба царства се ту налазила Неронова Златна кућа (Domus aurea), а касније су ту цареви Тит и Трајан подигли раскошна јавна купатила, названа Титове терме, односно Трајанове терме. У доба владавине цара Августа име Esquiliae проширило се и на подручје изван Сервијевог зида, гдје су се налазили раскошни вртови богатих Римљана, међу којима су најпознатији били Меценатови вртови (Horti Maecenatis). Многи од ових вртова касније су прешли у власништво римских царева.